# Messprofil
Als Messprofil wird in Wissenschaft und Technik eine linienförmig angelegte Messreihe bezeichnet, z. B. als Profil über einen Teil der Erdoberfläche oder entlang eines Werkstücks.
Durch die dicht aufeinanderfolgenden Messpunkte lässt ein Messprofil genaue Schlüsse auf Form und Eigenschaften des untersuchten Gegenstandes und (bei physikalischen Messungen) oft auch über tiefere Schichten zu.
In den Geowissenschaften werden häufig Profile in geraden Linien entlang der Erdoberfläche oder an Linienstrukturen (Flüssen, Geländekanten usw.) angelegt. Die Planung des Profils erfolgt oft auf Luftbildern oder Plänen, die Absteckung mit Theodolit, GPS oder Alignement. Die Messungen entlang des Profils können geometrischer oder physikalischer Natur sein. Einige Beispiele sind:
- Geländeprofile: entweder Höhenmessungen direkt im Gelände oder  kartometrisch aus den Höhenschichten in Landkarten. Die Genauigkeiten liegen zwischen einigen Zentimetern (Tachymetrie) und dem Meter (Luftbildfotogrammetrie, Laserscanning)
- Geologisches Profil: die Erfassung und Darstellung der Gesteinsarten bzw. ihrer Schichtungen im bodennahen Untergrund

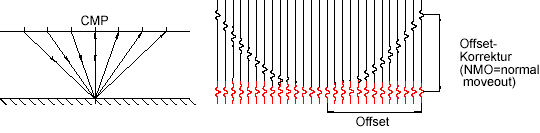
Seismisches Profil des Untergrunds. CMP = Common Midpoint.

- Geophysikalische Profile, etwa mittels Reflexionsseismik oder Bodenradar. Über gesuchten Untergrundformationen wird Sprengung oder Vibroseis eingesetzt, während die Aufnehmer (Geophone) entlang von Linien oder rasterförmig ausgelegt werden
- Flussprofile in der Hydrografie: Lotung von Querprofilen der Gewässersohle durch ein Vermessungsschiff oder mit ADCP.
- in der Astronomie das Scannen des Sternhimmels durch einen Astrometriesatelliten oder die genaue Ausmessung von Spektrallinien.

Im Maschinenbau werden Profile meist zur genauen Bestimmung der Form von Werkstücken, ihrer Härte oder Strukturen gemessen; Ähnliches erfolgt im Bauwesen und anderen Techniksparten. Einige Beispiele sind:
- Profile von Tragflächen in der Aerodynamik (siehe nebenstehende Skizze)
- Messung der Rauheit von Metalloberflächen (siehe auch Tastschnittverfahren)
- Ultraschall-Anwendungen, z. B. mit dem Doppler-Profil-Strömungsmesser (siehe auch Strömungsprofil)
- Messung der Setzung nach dem Errichten größerer Bauwerke.